# Jean Seignalet
Jean Seignalet (9 de octubre de 1936 - 13 de julio de 2003) fue un inmunólogo francés que teorizó una dieta calificada como hipotóxica, y a la que a veces se le da su nombre, la dieta Seignalet. Este régimen de eliminación, así como sus teorías sobre cómo el consumo de ciertos alimentos causaría muchas enfermedades, se han popularizado a través de su libro de dietética, La alimentación o la tercera medicina.

## Biografía
Jean Seignalet nació el 9 de octubre de 1936. Dirigió el laboratorio de histocompatibilidad de Montpellier de 1969 a 1989. Como inmunólogo, estudiaba la compatibilidad de los donantes de órganos. Su producción científica como profesor en la Universidad de Montpellier se centra en la hematología y la inmunología. Seignalet cuenta con 78 publicaciones científicas de referencia en relación con su trabajo sobre histocompatibilidad.
En la década de 1980, Seignalet se apasionó por la nutrición. Adaptó su dieta a las recomendaciones de varias personalidades, entre ellas Catherine Kousmine, así como a la alimentación cruda promovida por Guy-Claude Burger. También escribió el prefacio del libro de Burger "Instinctothérapie, manger vrai" (Instintoterapia, el comer auténtico) en 1990, en el que escribió:

Conocí a Guy-Claude Burger en 1983, en una conferencia que dio en Montpellier. Me impresionó su inteligencia, su cultura, la amplitud de sus palabras y me interesó mucho la sorprendente teoría que presentó. Durante dos horas le hice preguntas sobre bioquímica, genética e inmunología, ramas que me son familiares. Me respondió satisfactoriamente y no encontré ningún defecto en su presentación. Cinco años después, a pesar de un estudio cuidadoso y detallado de sus publicaciones, todavía no he detectado ningún defecto. [...] Acepté escribir este prefacio porque estoy convencido de que el trabajo de Burger está relacionado con la medicina clásica. De hecho, tal como aquí se presenta, la instintoterapia se basa en un riguroso enfoque científico.

Años después, en 1997, Guy-Claude Burger fue condenado por fraude y práctica ilegal de la medicina; y en 2001, fue condenado a 15 años de prisión por violación de una menor de 15 años. Estos hechos contribuyeron en gran medida a la desconfianza que muchos médicos y autoridades médicas mostraron a Jean Seignalet.
En su práctica clínica, desarrolló y puso a prueba sus teorías de "dietética ancestral" en sus pacientes proponiendo un modelo nutricional calificado como hipotóxico. Presentó las conclusiones, que consideró positivas a partir del seguimiento de los pacientes, en un libro destinado al público en general: "L'Alimentation ou la troisième médecine" [La Alimentación o la tercera medicina], un libro que ha sido reeditado varias veces, revisado, ampliado y posteriormente traducido a varios idiomas.
Murió el 13 de julio de 2003 de cáncer de páncreas. Esta muerte fue señalada por aquellos que critican su enfoque como una teoría sin fundamento y arriesgado, según gastroenterólogos, alergólogos y otros nutricionistas.

## Críticas
Según Patrice Cohen y Émilie Legrand, antropólogos de la salud, "el estado de las pruebas de los experimentos de Kousmine o Seignalet es polémico debido a la ausencia de un diseño experimental convincente y, en particular, a la ausencia de aleatorización. Así pues, estas "autoridades" alternativas que alegan un enfoque científico y racional no pueden, sin embargo, ser incluidas plenamente en la evidencia científica, la cual es la fuente de su descrédito. Sus referencias teóricas son a veces objeto de muchas controversias, ya que se basan en referencias no dominantes, no convencionales o incluso paralelas a la medicina".
- Datos: Q3174603